# Russki voyenny korabl, idí na juy!

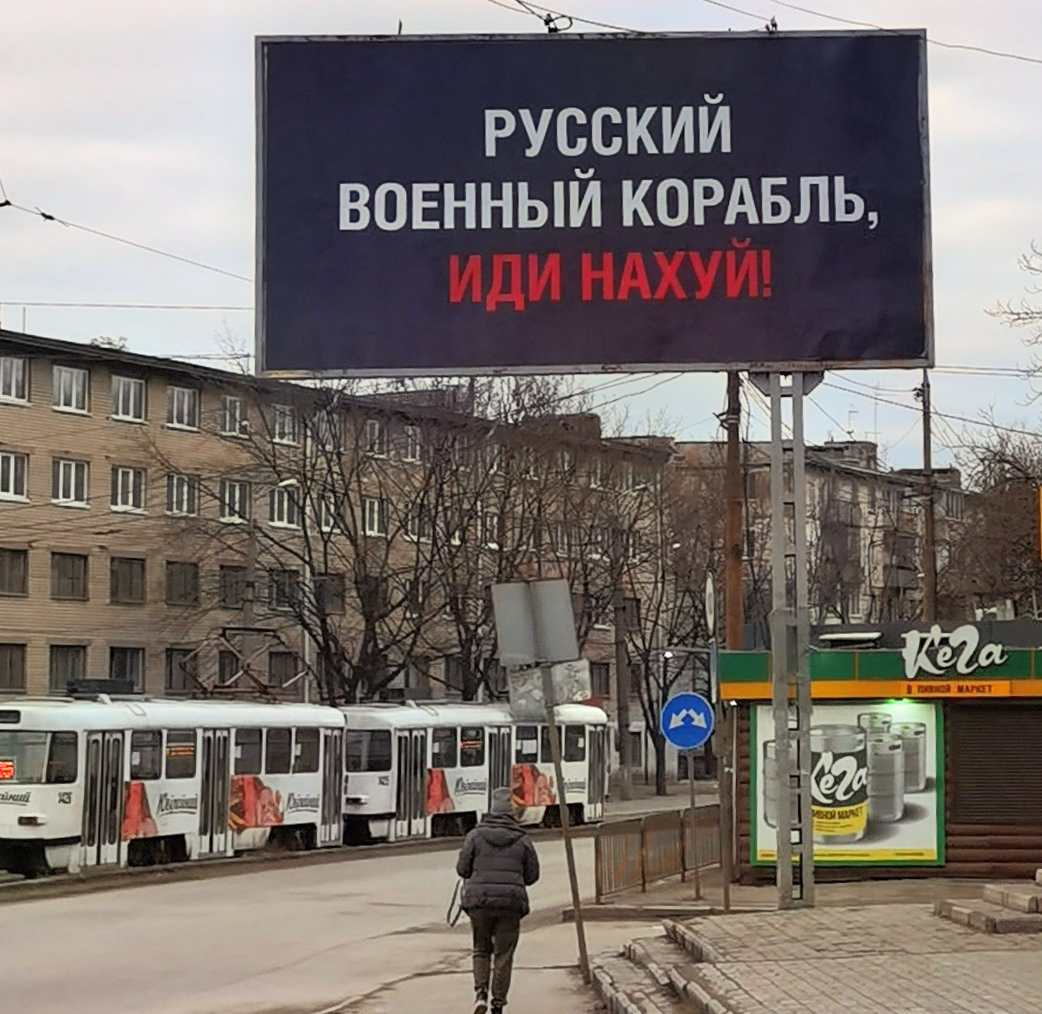
«Russki voyenny korabl, idí na juy!» escrito en una valla publicitaria en una calle de Dnipró.

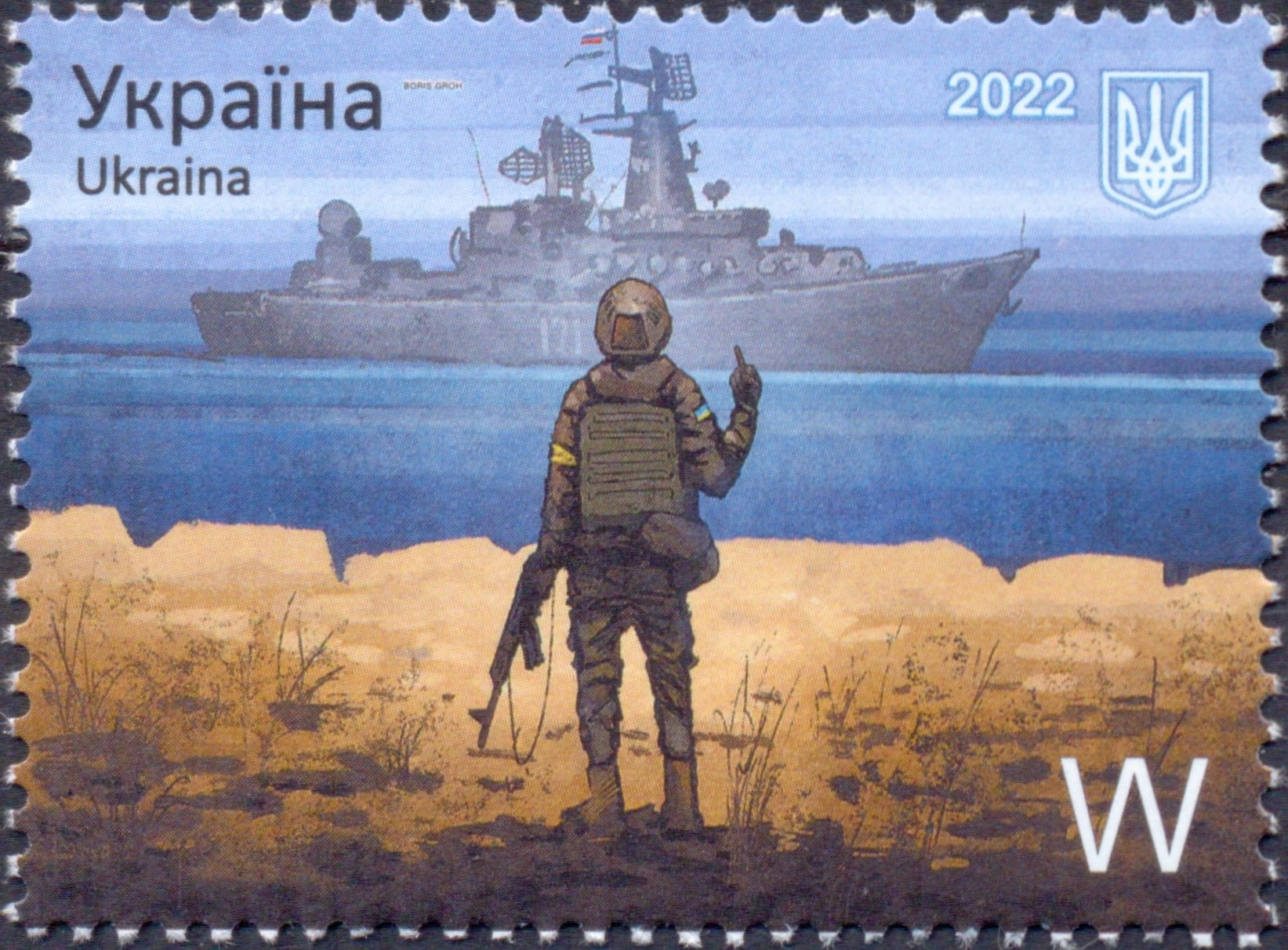
Sello que ilustra la frase «¡Buque de guerra ruso, vete al carajo!», puesto en circulación el 12 de abril de 2022.

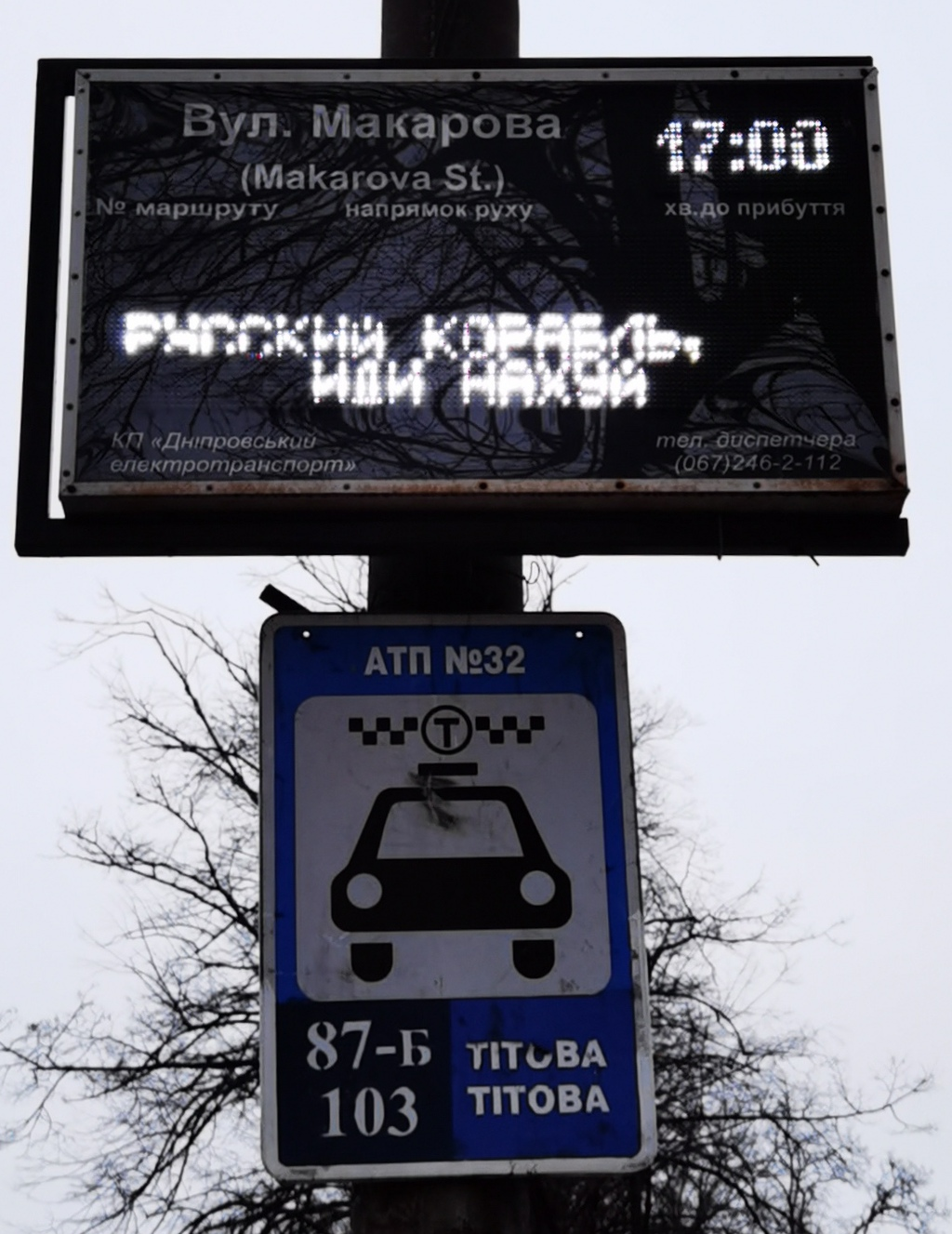
La frase apareciendo en un cartel electrónico de aviso en una parada de autobús en Dnipró.

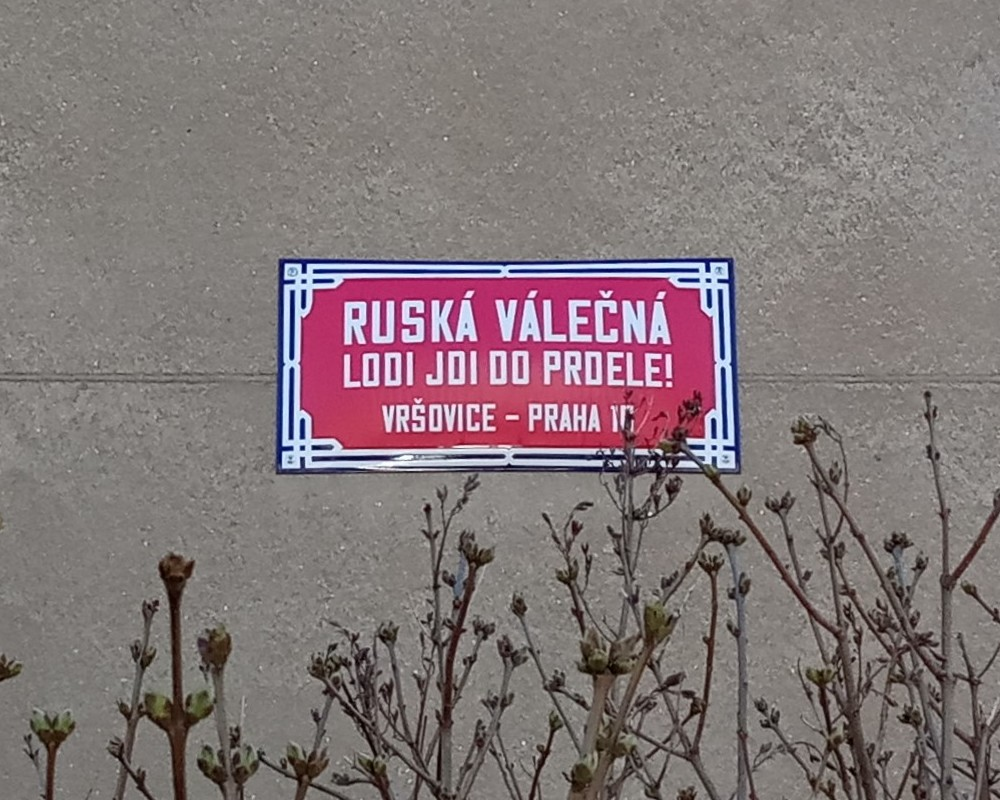
Vecinos de Praga han renombrado la calle Ruská (Rusa) con la célebre frase.

«Russki voyenny korabl, idí na juy!» (en ruso: 'Русский военный корабль, иди на хуй!'), traducido al español como «¡Buque de guerra ruso, vete al carajo!» o también como «¡Barco militar ruso, vete a la verga!», es una respuesta al llamamiento a la rendición del crucero de guerra lanzamisiles ruso Moskvá por parte de los guardias fronterizos ucranianos estacionados en la isla de las Serpientes durante el ataque ruso del 24 de febrero de 2022. La frase la pronunció el guardia fronterizo Román Gríbov, oriundo de Zolotonosha de la óblast de Cherkasy, que fue hecho prisionero por la Armada rusa.
Esta frase improvisada, fruto del momento de tensión, se convirtió en uno de los símbolos de la lucha de Ucrania contra los ocupantes rusos. Quienes se oponen a la invasión rusa de Ucrania quedaron tan impresionados con la audaz respuesta que la hicieron viral en varias plataformas de medios sociales.
Los militares rusos repitieron en dos ocasiones a la guarnición ucraniana la orden de rendirse y deponer las armas, con el fin de evitar un derramamiento de sangre y bajas injustificadas. En caso de no proceder a ello, avisaron, bombardearían el recinto de la isla. Fue ahí cuando los soldados ucranianos decidieron responder al aviso con la expresión. A última hora de la tarde del 24 de febrero, el Servicio Estatal de Guardia de Fronteras informó que se había perdido todo contacto con las patrullas de la isla, entendiendo así que los rusos hubieran capturado la posición.
Las grabaciones circularon por Internet, causando un gran revuelo, y los ucranianos se indignaron enormemente. Los 13 guardias fronterizos que se creía erróneamente que habían muerto en el ataque fueron homenajeados en las redes sociales por su valentía, y el presidente ucraniano Volodímir Zelenski anunció que les concedería «a título póstumo» la Orden del Héroe de Ucrania.
El 28 de febrero de 2022, la Armada de Ucrania publicó en su página de Facebook que se creía que todos los guardias fronterizos de la isla estaban vivos y habían sido detenidos por la Armada rusa.
El revuelo y la aclamación popular de la consigna quedó enmarcada de manera muy extendida tanto dentro como fuera de Ucrania, estando presentes dentro del territorio en señales de tráfico con el objetivo de desmoralizar a las tropas enemigas. La frase se transmitió en tableros electrónicos de paradas de transporte público en Lutsk y Dnipró.
Tras un intercambio de prisioneros entre las Fuerzas Armadas de Ucrania y de Rusia, el 29 de marzo el guardia de fronteras Román Gríbov fue recibido por el gobernador de la óblast de Cherkasy quién le entregó la distinción al mérito de la región, agradeciéndole su valor y determinación.
El 12 de abril de 2022, el Servicio Postal de Ucrania (también llamado JSC o Ukrposhta) presentó y puso en circulación un sello postal con la célebre frase, el primero editado desde el inicio de la invasión rusa de Ucrania. El autor del diseño del sello, el sobre y el matasellos del primer día, fue Borýs Groj quien vivía en Eupatoria hasta que las tropas de Rusia invadieron y anexaron la península de Crimea. Desde entonces se ha visto obligado a residir en Leópolis.

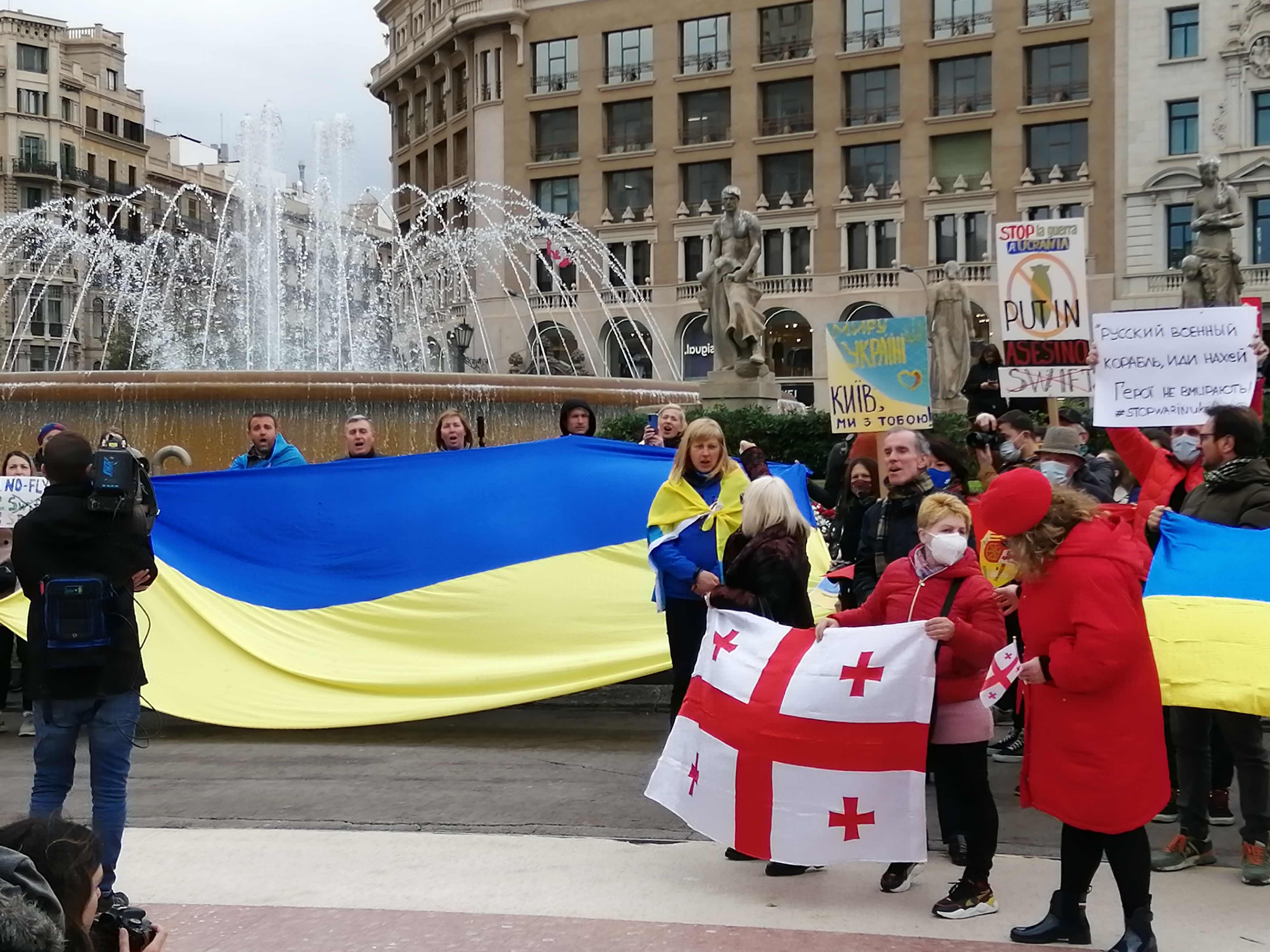
La frase en el cartel blanco en la manifestación contra la invasión de Ucrania en Barcelona, 26.02.2022

El jueves 14 de abril de 2022, el ministerio de Defensa ruso anunció el hundimiento del Moskvá, el buque insignia de la Flota del Mar Negro, "mientras era remolcado en un mar tormentoso" y tras haber sufrido un incendio a bordo la noche del miércoles. Ucrania afirmó que los daños que sufrió la embarcación fueron resultado de un ataque de sus tropas.